# Putnam County (Indiana)
Putnam County ist ein County im US-Bundesstaat Indiana der Vereinigten Staaten. Der Verwaltungssitz (County Seat) ist Greencastle.

## Geographie
Das County liegt im mittleren Westen von Indiana, ist etwa 70 km von Illinois entfernt und hat eine Fläche von 1250 Quadratkilometern, wovon sechs Quadratkilometer Wasserfläche sind. Es grenzt im Uhrzeigersinn an folgende Countys: Montgomery County, Hendricks County, Morgan County, Owen County, Clay County und Parke County.

## Geschichte

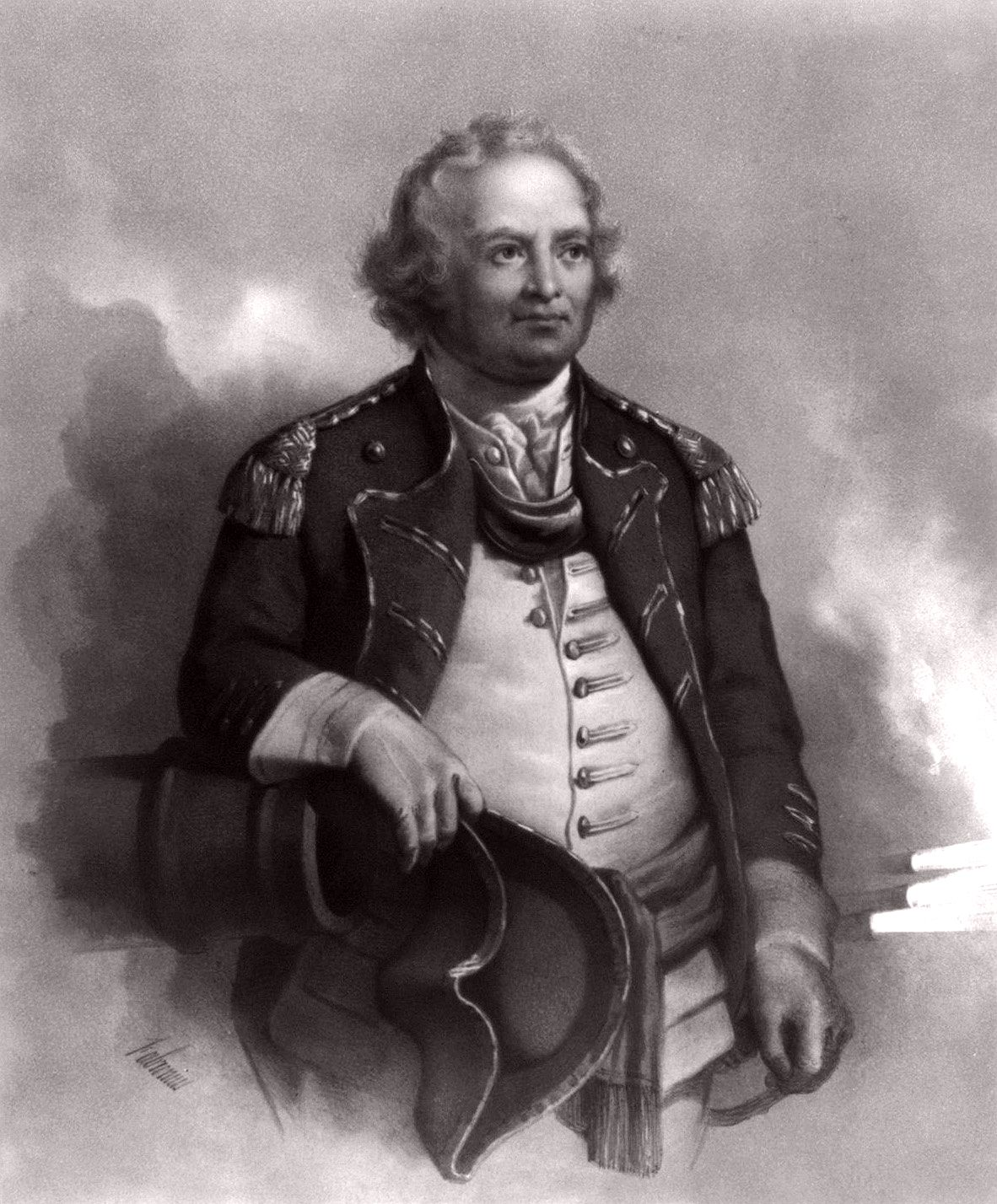
Israel Putnam

Putnam County wurde am 31. Dezember 1821 aus Teilen des Owen County und des Vigo County gebildet. Offiziell eingetragen wurde es am 1. April 1822. Benannt wurde es nach Israel Putnam, einem General im Amerikanischen Unabhängigkeitskrieg.
Der Sitz der Countyverwaltung ist seit Bildung des Countys Greencastle, benannt nach Greencastle in Pennsylvania, dem Geburtsort von Ephraim Dukes, der das Land zum Bau der Stadt gestiftet hatte.
19 Bauwerke und Stätten des Countys sind im National Register of Historic Places eingetragen (Stand 3. September 2017).

## Demografische Daten

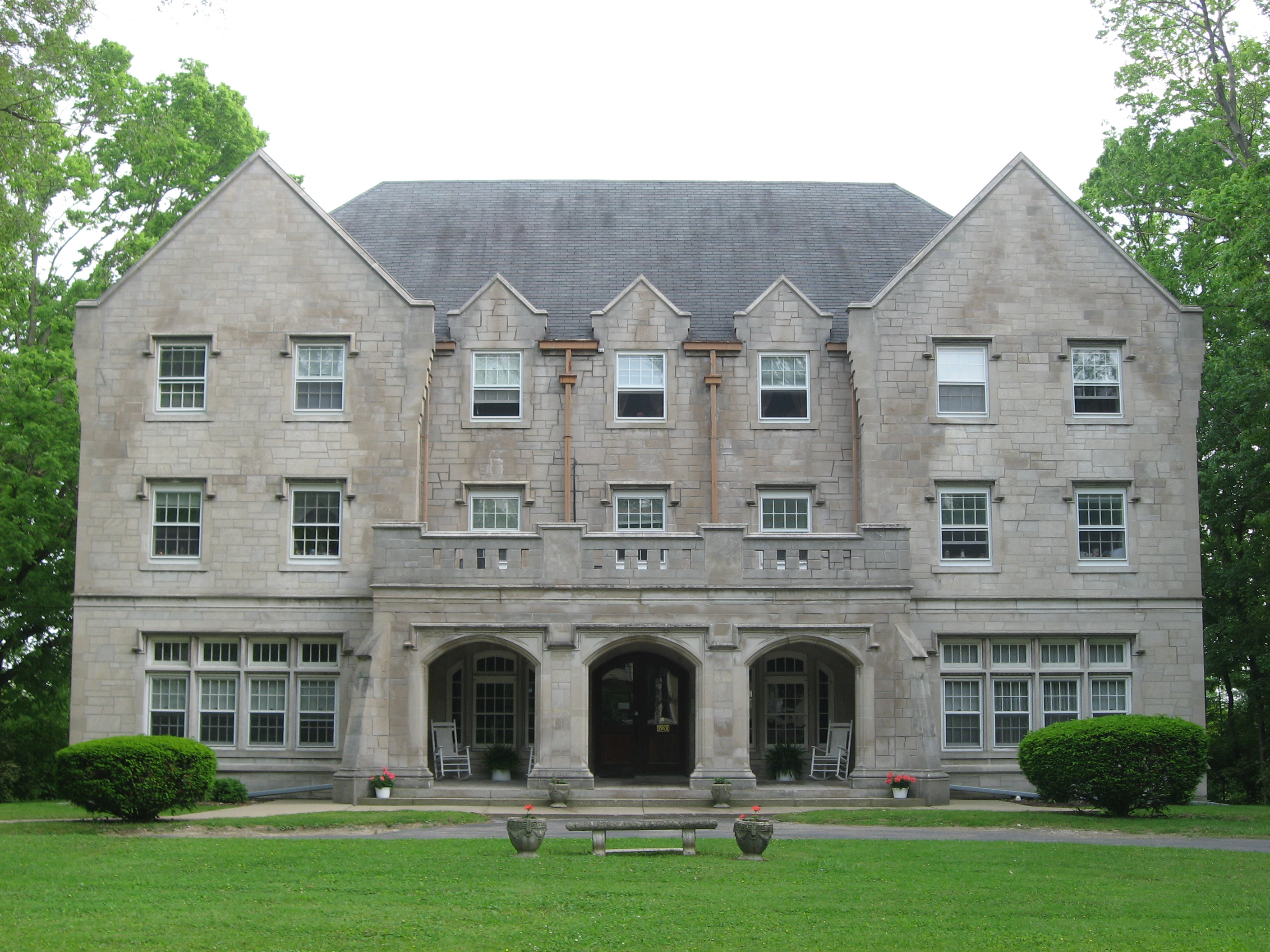
Das Delta Kappa Epsilon Fraternity House der DePauw University im Eastern Enlargement Historic District, gelistet im NRHP

Nach der Volkszählung im Jahr 2000 lebten im Putnam County 36.019 Menschen in 12.374 Haushalten und 9.119 Familien. Die Bevölkerungsdichte betrug 29 Einwohner pro Quadratkilometer. Ethnisch betrachtet setzte sich die Bevölkerung zusammen aus 94,87 Prozent Weißen, 2,93 Prozent Afroamerikanern, 0,33 Prozent amerikanischen Ureinwohnern, 0,52 Prozent Asiaten, 0,04 Prozent Bewohnern aus dem pazifischen Inselraum und 0,42 Prozent aus anderen ethnischen Gruppen; 0,89 Prozent stammten von zwei oder mehr Ethnien ab. 1,14 Prozent der Bevölkerung waren spanischer oder lateinamerikanischer Abstammung.
Von den 12.374 Haushalten hatten 34,0 Prozent Kinder unter 18 Jahre, die mit ihnen im Haushalt lebten. 62,4 Prozent waren verheiratete, zusammenlebende Paare, 7,7 Prozent waren allein erziehende Mütter und 26,3 Prozent waren keine Familien. 22,4 Prozent waren Singlehaushalte und in 9,4 Prozent lebten Menschen mit 65 Jahren oder darüber. Die Durchschnittshaushaltsgröße betrug 2,56 und die durchschnittliche Familiengröße lag bei 2,99 Personen.
23,6 Prozent der Bevölkerung waren unter 18 Jahre alt, 13,2 Prozent zwischen 18 und 24, 29,2 Prozent zwischen 25 und 44 Jahre. 21,6 Prozent zwischen 45 und 64 und 12,3 Prozent waren 65 Jahre alt oder älter. Das Durchschnittsalter betrug 35 Jahre. Auf 100 weibliche Personen kamen 108,3 männliche Personen. Auf 100 Frauen im Alter von 18 Jahren und darüber kamen 108,9 Männer.
Das jährliche Durchschnittseinkommen eines Haushalts betrug 38.882 USD, das Durchschnittseinkommen der Familien 45.916 USD. Männer hatten ein Durchschnittseinkommen von 31.989 USD, Frauen 22.029 USD. Das Prokopfeinkommen betrug 17.163 USD. 6,4 Prozent der Familien und 8,0 Prozent der Bevölkerung lebten unterhalb der Armutsgrenze.

## Orte im County
- Bainbridge
- Barnard
- Belle Union
- Brick Chapel
- Brunerstown
- Cagle Mill
- Carpentersville
- Clinton Falls
- Cloverdale
- Edgewood Lake
- Fillmore
- Fincastle
- Fox Ridge
- Greencastle
- Groveland
- Hirt Corner
- Keytsville
- Limedale
- Manhattan
- Morton
- Mount Meridian
- New Maysville
- Pleasant Gardens
- Portland Mills
- Putnamville
- Raab Crossroads
- Raccoon
- Reelsville
- Roachdale
- Russellville
- Vivalia

Townships
- Clinton Township
- Cloverdale Township
- Floyd Township
- Franklin Township
- Greencastle Township
- Jackson Township
- Jefferson Township
- Madison Township
- Marion Township
- Monroe Township
- Russell Township
- Warren Township
- Washington Township